# Siricidae
Famille
Les Siricidae sont une famille d'insectes hyménoptères du sous-ordre des Symphyta (Symphytes ou mouches à scie).

## Liste des sous-familles et genres
Selon BioLib (2 juin 2019) :
- sous-famille Auliscinae Rasnitsyn, 1968
  - genre Aulisca Rasnitsyn, 1968 †
  - genre Megaulisca Rasnitsyn, 1968 †
  - genre Megura Rasnitsyn, 1968 †
- sous-famille Praesiricinae Rasnitsyn, 1968
  - genre Aulidontes Rasnitsyn, 1983 †
  - genre Praesirex Rasnitsyn, 1968 †
  - genre Xyelydontes Rasnitsyn, 1983 †
- sous-famille Siricinae Billberg, 1820
  - genre Eoxeris Maa, 1949 †
  - genre Mesosirex Hong, 1984 †
  - genre Neoxeris Saini & Singh, 1987
  - genre Sirex Linnaeus, 1761
  - genre Siricosoma Forsius, 1934
  - genre Sirotremex Smith, 1988
  - genre Urocerites Heer, 1867 †
  - genre Urocerus Geoffroy, 1762
  - genre Xeris Costa, 1894
  - genre Xoanon Semenov-Tianshanskij, 1921
- sous-famille Tremecinae
  - genre Afrotremex Pasteels, 1951
  - genre Eriotremex Benson, 1943
  - genre Teredon Norton, 1869
  - genre Tremex Jurine, 1807

## Publication originale
- Gust. Joh.Billberg, Enumeratio insectorum in Museo (œuvre littéraire), Inconnu, Stockholm, 1820, [lire en ligne].